# Mitt liv är ett skämt
Mitt liv är ett skämt är ett svenskt TV-program inspelat under 2012, där ett antal kända svenskar fick lära sig ståuppkomik under coachning av Mårten Andersson och Kristoffer Appelquist. Programmet visades på Kanal 5 under 2012.